# Craig Venter

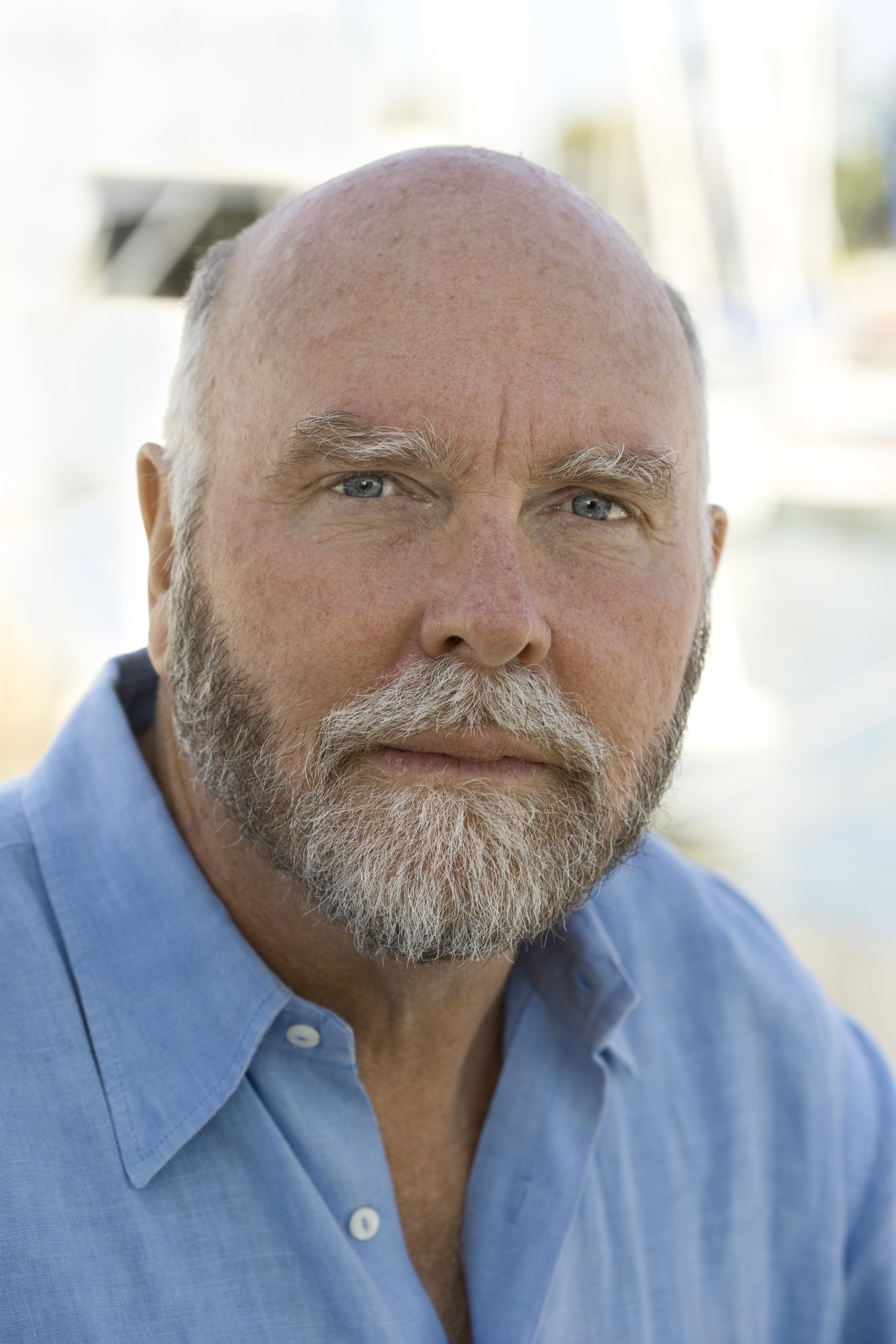
Craig Venter (2007)

John Craig Venter (* 14. Oktober 1946 in Salt Lake City, Utah) ist ein US-amerikanischer Biochemiker und Unternehmer, dessen Firma Celera Corporation als Erste ein gesamtes menschliches Genom sequenzierte und dem es als Erstem gelungen ist, ein Erbgut selbst herzustellen und in eine Zelle einzupflanzen, sodass ein lebensfähiges Bakterium entstand.

## Venter und das Human Genome Project
1998 gründete er das Unternehmen Celera Corporation, um auf Basis privater Finanzierung die Gene des Menschen durch automatisierte Sequenzierung zu kartieren. Damit wurde Venter zum direkten Konkurrenten des seit 1990 laufenden Human Genome Project (HGP), das als internationales Forschungsprojekt aus öffentlichen Mitteln finanziert wird.
Im Gegensatz zu diesem kam Celera Genomics zwar in Teilbereichen wesentlich rascher voran, arbeitete aber nicht so systematisch wie HGP. Die von Letzterem publizierten Forschungsergebnisse kamen zwar (auch) der Forschung Venters zugute, umgekehrt allerdings kaum.
Die relativ früh gelungenen Sequenzierungen einiger Gene ließ sich Venters Firma mit dem Ziel neuer Pharmaprodukte patentieren. Im April 2000 kündigte Venter die gesamte Entschlüsselung an, beantragte im Oktober 2000 etwa 6500 Patente und publizierte einen Teil seiner Ergebnisse. Seitdem gilt er in Teilen der Weltöffentlichkeit als Vertreter der Biopiraterie, andererseits wird ihm auch die wesentliche Beschleunigung dieses Forschungsbereiches an vielen Instituten zugutegehalten.

## Synthetisches virales und bakterielles Genom
Im Jahr 2003 berichtete die Gruppe von Craig Venter, dass sie als erstes ein Virusgenom – das von Enterobakteriophage PhiX174 (ΦX174) – vollständig in vitro aus synthetisierten Oligonukleotiden zusammengesetzt hatten. Das Viruspartikel (Virion) von ΦX174 wurde ebenfalls in vitro erfolgreich zusammengesetzt.
Im Jahr 2005 gründete Venter zusammen mit Mitgliedern seines Forschungsteams das Unternehmen Synthetic Genomics Inc., um mit veränderten oder künstlich hergestellten Mikroorganismen Biokraftstoffe herzustellen.
Einer Forschergruppe am J. Craig Venter Institute (JCVI) gelang es 2007 erstmals, das Erbmaterial eines Bakteriums komplett synthetisch herzustellen. Vorbild für den Nachbau war das Bakterium Mycoplasma genitalium mit einem der kleinsten bekannten Genome von 582.970 Basenpaaren; als Name des synthetischen Nachbaus wurde Mycoplasma genitalium JCVI-1.0 gewählt.
2010 gaben Forscher um Craig Venter die Herstellung des künstlichen Bakteriums Mycoplasma mycoides JCVI-syn1.0 bekannt. Zuvor hatten sie erfolgreich das 1,08 Millionen Basenpaare umfassende Erbgut eines Laborstammes des Erregers der Lungenseuche bei Rindern, Mycoplasma mycoides, aus chemischem Rohmaterial synthetisiert und in ein zuvor von der DNA befreites Bakterium von Mycoplasma capricolum übertragen.
Am 24. März 2016 veröffentlichte Venter Ergebnisse, wonach er ein synthetisches Bakterium Mycoplasma mycoides JCVI-syn3.0 mit 473 Genen, beziehungsweise 531.000 Basenpaaren, geschaffen hat, die es benötigt, um alle lebenswichtigen Prozesse durchzuführen (Minimalgenom).

## Auszeichnungen
Venter wurde im Jahr 2002 in Wien mit einem der privat vergebenen World Awards ausgezeichnet („World Health Award“). Zum Schutz der Artenvielfalt des Tangwaldes untersuchte Venter die Gene der Algen und des Tangs in der Sargassosee, woraus er dort über 1000 unentdeckte Arten vermutet. Demnach könnten sich weltweit in Tangwäldern noch mehrere Tausend bislang unbeschriebene Arten befinden, vor allem im ökologisch wichtigen Phytoplankton.
Im Jahr 2000 erhielt Venter den Gabbay Award, 2001 den Biotechnology Heritage Award. 2002 wurden ihm der Paul-Ehrlich-und-Ludwig-Darmstaedter-Preis und ein Gairdner Foundation International Award verliehen. Zudem ist er seit 2001 gewähltes Mitglied der American Academy of Arts and Sciences, seit 2002 der National Academy of Sciences und seit 2013 der American Philosophical Society. Im Oktober 2009 erhielt er vom US-Präsidenten die National Medal of Science für das Jahr 2008, die als höchste Wissenschaftsauszeichnung der USA gilt. 2011 wurde er mit dem Dickson Prize in Medicine ausgezeichnet, 2012 mit dem Dan-David-Preis. 2015 erhielt Venter die Leeuwenhoek-Medaille.

## Veröffentlichungen
- Der Mensch in der Genfalle. Der Tag wird kommen: Die vollkommene Erkenntnis der Lebensprozesse steht in diesem Jahr bevor. In: FAZ. 8. April 2000.
- A Life Decoded: My Genome: My Life, New York, Viking Adult 2007, ISBN 978-0-670-06358-1.
  - Dt.: Entschlüsselt: Mein Genom, mein Leben, aus dem Englischen von Sebastian Vogel. S. Fischer, Frankfurt am Main 2009, ISBN 978-3-10-087030-8.
- Leben aus dem Labor. Die neue Welt der synthetischen Biologie, deutsch von Sebastian Vogel. S. Fischer, Frankfurt am Main 2014, ISBN 978-3-10-087202-9.